# Know By Heart
Know by Heart es el cuarto álbum de estudio de la banda estadounidense The American Analog Set. Fue lanzado el 4 de septiembre de 2001 por la discográfica Tiger Style Records, siendo este su primer álbum con esa discográfica. La canción "The Postman" cuenta con la presencia en las voces del artista invitado Ben Gibbard del grupo Death Cab for Cutie. Gibbard participó más tarde en la canción "Choir Vandals" que apareció en el split EP Home Series Vol. V del cantante de The American Analog Set Andrew Kenny. La canción "Gone to Earth" ya apareció en el primer disco de la banda,The Fun of Watching Fireworks.

## Listado de canciones
1. "Punk as Fuck" – 4:09
2. "The Only One" – 2:15
3. "Like Foxes Through Fences" – 3:37
4. "The Postman" – 2:59
5. "Choir Vandals" – 3:01
6. "Gone to Earth" – 3:13
7. "Million Young" – 3:27
8. "Kindness of Strangers" – 3:26
9. "Know by Heart" – 2:53
10. "Slow Company" – 3:00
11. "Aaron and Maria" – 3:10
12. "We're Computerizing and We Just Don't Need You Anymore" – 5:51

- Datos: Q5960255